# Kingdom (киберспортсмен)
 Пак Ён Ук  (кор. 박용욱?, 朴龍旭?; Мирян, Кёнсан-Намдо) — корейский киберспортсмен, более известный под псевдонимом  Kingdom. Пак Ён Ук считается лучшим игроком в истории в матч-апе «протосс против протосса». Он только однажды выиграл OSL, но прославился благодаря своему фантастическому мастерству управления войсками. За свою игру Kingdom получил прозвище «Протосс-дьявол». Он известен также эффективнейшими налетами разведывательных рабочих на вражеских рабочих и отличному использованию риверов и карриеров. После того, как Boxer ушёл в армию, Пак на некоторое время стал капитаном его команды «SK Telecom T1», но в начале 2008 года из-за перенесенной операции решил прекратить карьеру и стал тренером команды SK Telecom T1.